# 陈因 (书画家)
陈因（1921年11月—2016年6月12日），男，陕西西乡人，中华人民共和国画家、书法家，天津美术学院院长。

## 生平
1939年，进入延安鲁迅艺术学院学习，毕业后留校任教。
1981年4月至1985年1月，任天津美术学院院长。
2016年6月12日，因病逝世。